# Zubcovi járás

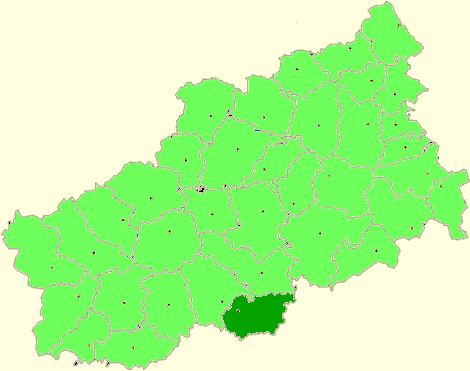
A Zubcovi járás a Tveri területen

A Zubcovi járás (oroszul Зубцовский район) Oroszország egyik járása a Tveri területen. Székhelye Zubcov.

## Népesség
- 1989-ben 21 950 lakosa volt.
- 2002-ben 19 398 lakosa volt.
- 2010-ben 17 216 lakosa volt, melyből 15 616 orosz, 231 ukrán, 134 fehérorosz, 96 csecsen, 83 csuvas, 81 tatár, 72 örmény, 53 cigány, 48 üzbég, 43 tadzsik, 32 moldáv, 24 német, 18 grúz, 17 azeri, 15 mordvin, 11 lengyel, 10 karjalai stb.